# Liolaemus reichei
Liolaemus reichei — вид ігуаноподібних ящірок родини Liolaemidae. Ендемік Чилі.

## Поширення і екологія
Liolaemus reichei мешкають в прибережних районах на заході регіону Тарапака, переважно в провінції Ікіке. Вони живуть в пустелі Атакама, трапляються в оазах. Зустрічаються на висоті від 700 до 1200 м над рівнем моря.

## Збереження
МСОП класифікує цей вид як такий, що перебуває під загрозою зникнення. Liolaemus reichei загрожує знищення природного середовища.